# John Barron
John Barron, född 24 december 1920 i Marylebone, London, död 3 juli 2004 i Watford, Hertfordshire, var en brittisk skådespelare.

## Rollista i urval
- 1960 – Sänk Bismarck! (ej krediterad)
- 1961 – Jordens sista dag
- 1966 – The Avengers (TV-serie) (1 avsnitt)
- 1968 – Helgonet (TV-serie) (1 avsnitt)
- 1976–1979 – The Fall and Rise of Reginald Perrin (TV-serie) (20 avsnitt)
- 1981 – Ombytta roller (TV-serie) (2 avsnitt)
- 1982 – Hoppla vi dör (TV-serie) (6 avsnitt)
- 1983 – Operation kidnappning
- 1985 – 13 vid bordet (TV-film)
- 1981–1986 – Javisst, herr minister (TV-serie) (3 avsnitt)